# Médinet Mâdi
Médinet Mâdi est un site situé dans le sud-ouest de la région du Fayoum en Égypte, avec les vestiges d'une ville gréco-romaine où un temple de la déesse cobra Rénénoutet (une divinité des moissons) a été fondé pendant les règnes d'Amenemhat III et d'Amenemhat IV. Elle a ensuite été agrandie et embellie pendant la période gréco-romaine. Au Moyen Empire, la ville s'appelait Dja, puis Narmouti (copte : ⲛⲁⲣⲙⲟⲩϯ, ⲛⲁⲣⲙⲟⲩⲧⲉ, lit. « ceux de Renenutet »), Narmouthis (grec ancien : Ναρμουθις) et Narmuda (arabe : نرموده),.

## Ville
Au Moyen Empire, la ville s'appelait Dja, mais on ne sait pas grand-chose de la ville à cette époque, à part le temple bien conservé. Le temple fonctionnait encore au Nouvel Empire. Le roi Mérenptah a placé une statue de lui-même dans le temple. Après le Nouvel Empire, le lieu a été abandonné. Les gens s'y sont à nouveau installés à l'époque ptolémaïque. La ville ptolémaïque a été aménagée selon un plan quadrillé et mesure environ 1 000 × 600 m. Les principaux temples se trouvent dans la partie occidentale de la ville. Il y a une longue voie processionnelle allant du nord au sud. La ville n'a jamais eu de murs. Cependant, sous l'empereur Dioclétien, un castrum a été construit au nord-est de la ville. La forteresse (50 × 50 m) est carrée avec l'entrée principale au sud. À chaque coin il y avait une tour. C'est ici qu'étaient stationnés les Cohors IV Numidarum. À l'époque byzantine, la population s'est déplacée vers la partie sud de la ville. Plusieurs églises ont été érigées. La ville était encore occupée après la conquête musulmane de l'Égypte, mais elle a été abandonnée après le IXe siècle.

## Temple de Rénénoutet
Le temple de Rénénoutet est noté temple A.

## Temple B
Le temple B a été construit à l'arrière du temple A, l'entrée principale étant orientée vers le nord. Le plan de ce bâtiment est similaire à celui du temple A. Il y a une large cour ouverte à l'avant. Suit un hall et à l'arrière se trouvent trois chapelles. La chapelle centrale possède une niche à l'arrière. Le temple était dédié à Isis-Thermouthis (Thermouthis est le nom grec de Rénénoutet). La décoration du temple est inachevée. Il y a quelques figures sculptées en relief sur les murs du temple. Deux figures mal conservées flanquent l'entrée. Sur le côté gauche de la façade était sculpté un personnage assis, qui n'a jamais été terminé.

## Temple C

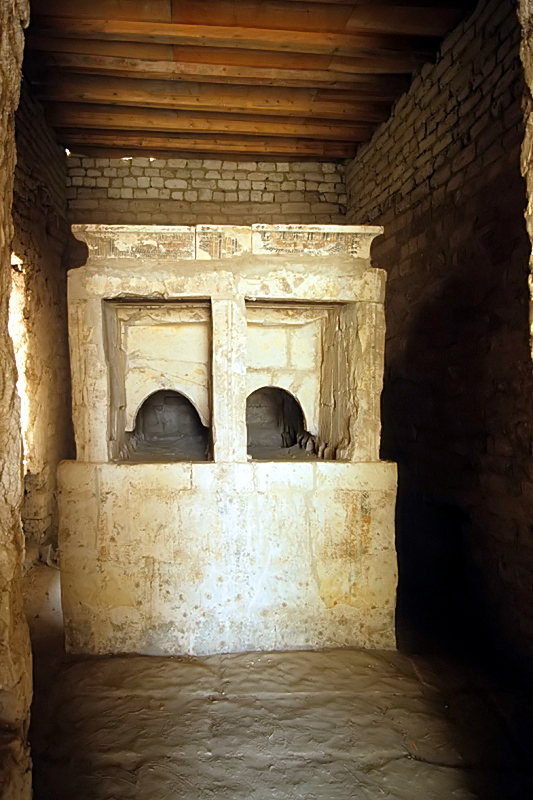
La chapelle principale du Temple C avec les deux naoi.

Le temple C a été appelé ainsi par les fouilleurs. Il était dédié au culte de deux momies de crocodiles. Le complexe du temple a été fouillé de 1995 à 1999. Le temple se trouve à l'est du temple de Rénénoutet, l'entrée principale faisant face à ce dernier complexe. Il date de la période ptolémaïque et a été trouvé bien conservé. Les murs ont encore jusqu'à quatre mètres de hauteur. Le temple proprement dit consiste en une petite cour avec une chapelle derrière. La chapelle contient deux naoi. Dans chacun d'eux a été trouvée la momie d'un crocodile. Devant le temple se trouve une cour plus grande et il y a des bâtiments des deux côtés. Ils étaient peut-être destinés à un usage économique. Au nord du temple a été excavé une chambre voûtée. L'intérieur est divisé en deux parties par un mur de pierre. Attaché au mur il y a un bassin. Dans le bassin, on a trouvé plus de trente œufs de crocodile. Cela pourrait indiquer que cette chambre voûtée était autrefois une nurserie pour les crocodiles. Le complexe du temple a été utilisé jusqu'au IVe siècle après J.-C. et ensuite abandonné.

## Fouilles de 2006
Médinet Mâdi est « le seul temple intact encore existant du Moyen Empire » selon Zahi Hawass, ancien secrétaire général du Conseil suprême des Antiquités égyptiennes (CSA). Les fondations du temple, les bâtiments administratifs, les greniers et les résidences ont été récemment mis au jour par une expédition archéologique égyptienne au début de 2006.

## Ostraca
Dans une maison du quartier du temple, des milliers de tessons inscrits, appelés ostraca, ont été découverts lors de fouilles archéologiques en 1938. La majorité des notes sur ces ostraca datent de la fin du IIe et du début du IIIe siècle et donnent un aperçu de la vie quotidienne des prêtres égyptiens de Médinet Mâdi. Ces notes sont écrites en écriture démotique, grec ancien et grec démotique. En ce qui concerne l'histoire de l'écriture, ces ostraca témoignent ainsi de la manière dont l'écriture copte s'est développée à partir des langues écrites égyptienne et grecque,.
Du point de vue du contenu, les textes peuvent être attribués au milieu des prêtres et donnent un aperçu des différentes facettes de leur vie quotidienne dans le quartier du temple : on y trouve par exemple des notes sur le calcul de l'horoscope personnel, des textes scolaires et un guide pour les archivistes. Un dossier de plus de cent ostraca, sur lequel le prêtre Phatres a compilé des notes pour une pétition adressée aux autorités, donne un aperçu particulièrement personnel de la vie derrière les murs du temple. Dans ces textes, il fait état de corruption, d'inconduite liée au culte et de disputes au sein du collège du temple local.
À la fin du deuxième siècle de notre ère, les prêtres de Narmouthis ont rédigé une pétition à l'intention des autorités, demandant à être assistés dans l'accomplissement des services cultuels par les prêtres de Soknopaiou Nesos (dans le nord du Fayoum). Le projet a été écrit sur l'un des ostraca qui ont été trouvés dans le quartier du temple. Le texte est donc un document important pour comprendre comment les temples coopéraient entre eux lorsqu'il y avait un manque de personnel.

## Textes coptes
Des textes coptes ont été découverts près de Médinet Mâdi en 1928. Parmi eux se trouvait le livre de psaumes manichéens qui comprend les Psaumes de Thomas.